# Prefectura apostólica de las Islas Marshall
La prefectura apostólica de las Islas Marshall (en latín: Praefectura Apostolica Insularum Marshallensium y en inglés: Apostolic Prefecture of the Marshall Islands) es una circunscripción eclesiástica de la Iglesia católica en las Islas Marshall. Se trata de una prefectura apostólica inmediatamente sujeta a la Santa Sede, agregada a la provincia eclesiástica de la arquidiócesis de Agaña. Desde el 14 de enero de 2025 su prefecto apostólico es el presbítero Tamati Alefosio Sefo, de los Misioneros del Sagrado Corazón.

## Territorio y organización
La prefectura apostólica tiene 182 km² y extiende su jurisdicción sobre los fieles católicos de rito latino residentes en las Islas Marshall.
La sede de la prefectura apostólica se encuentra en la población de Delap-Uliga-Djarrit, en la isla de Majuro, en donde se halla la Catedral de la Asunción. 
En 2022 en la prefectura apostólica existían 5 parroquias.

## Historia
El vicariato apostólico de las Islas Marshall fue erigido el 16 de septiembre de 1905 separando territorio del vicariato apostólico de Nueva Pomerania (hoy arquidiócesis de Rabaul).
En 1919 los japoneses expulsaron a todos los misioneros extranjeros de las Islas Marshall y la prefectura apostólica quedó abandonada, hasta que la Santa Sede logró entablar negociaciones para la entrada de misioneros de un país neutral en sustitución de los capuchinos alemanes y los Misioneros del Sagrado Corazón. Entre estos había hecho una contribución notable el padre August Erdland, que estudió la gramática del idioma marshalés, compiló un diccionario y tradujo el catecismo a la lengua local. En lugar de los misioneros expulsados en 1922, llegaron 22 jesuitas españoles, que tuvieron que reconstruir la misión tras los graves daños sufridos durante su forzado abandono.
El 4 de mayo de 1923 el vicariato apostólico se unió al vicariato apostólico de las Islas Carolinas y Marianas (hoy diócesis de las Islas Carolinas), que al mismo tiempo tomó el nombre de vicariato apostólico de las Islas Carolinas, Marianas y Marshall.
El 23 de abril de 1993 mediante la bula Quo expeditius del papa Juan Pablo II se erigió la prefectura apostólica de las Islas Marshall, tras la división de la diócesis de Carolinas-Marshall, de la que también se originó la diócesis de las Islas Carolinas.

## Estadísticas
Según el Anuario Pontificio 2023 la prefectura apostólica tenía a fines de 2022 un total de 5123 fieles bautizados.
| Año                                                                             | Población            | Población | Población      | Sacerdotes | Sacerdotes    | Sacerdotes    | Bautizados por sacerdote | Diáconos permanentes | Religiosos | Religiosos | Parroquias |
| Año                                                                             | Bautizados católicos | Total     | % de católicos | Total      | Clero secular | Clero regular | Bautizados por sacerdote | Diáconos permanentes | Varones    | Mujeres    | Parroquias |
| ------------------------------------------------------------------------------- | -------------------- | --------- | -------------- | ---------- | ------------- | ------------- | ------------------------ | -------------------- | ---------- | ---------- | ---------- |
| 1999                                                                            | 4000                 | 50 000    | 8.0            | 5          |               | 5             | 800                      | 2                    | 5          | 15         | 4          |
| 2000                                                                            | 4576                 | 50 840    | 9.0            | 6          |               | 6             | 762                      |                      | 6          | 15         | 4          |
| 2001                                                                            | 4576                 | 50 894    | 9.0            | 6          |               | 6             | 762                      | 2                    | 7          | 15         | 4          |
| 2002                                                                            | 4586                 | 50 874    | 9.0            | 6          |               | 6             | 764                      | 1                    | 7          | 12         | 4          |
| 2003                                                                            | 4601                 | 50 874    | 9.0            | 5          |               | 5             | 920                      | 1                    | 6          | 11         | 4          |
| 2004                                                                            | 4601                 | 50 874    | 9.0            | 4          |               | 4             | 1150                     | 1                    | 6          | 11         | 4          |
| 2005                                                                            | 4601                 | 50 874    | 9.0            | 3          |               | 3             | 1534                     | 1                    | 4          | 9          | 4          |
| 2010                                                                            | 4875                 | 57 400    | 8.5            | 5          |               | 5             | 975                      | 1                    | 6          | 8          | 4          |
| 2014                                                                            | 4975                 | 52 500    | 9.5            | 6          | 1             | 5             | 829                      | 1                    | 5          | 10         | 11         |
| 2017                                                                            | 5100                 | 52 600    | 9.7            | 5          | 1             | 4             | 1020                     | 1                    | 7          | 6          | 12         |
| 2020                                                                            | 5300                 | 54 240    | 9.8            | 6          | 1             | 5             | 883                      | 1                    | 7          | 7          | 6          |
| 2022                                                                            | 5123                 | 59 000    | 8.7            | 6          | 1             | 5             | 853                      | 3                    | 5          | 6          | 5          |
| Fuente: Catholic-Hierarchy, que a su vez toma los datos del Anuario Pontificio. |                      |           |                |            |               |               |                          |                      |            |            |            |

## Episcopologio
- Bruno Schinxe, M.S.C. † (1905-1915 falleció)
  - Sede vacante (1915-1923)
  - Sede suprimida (1923-1993)
- p. James Charles Gould, S.I. (23 de abril de 1993-21 de diciembre de 2007 renunció)
- p. Raymundo Taco Sabio, M.S.C. † (21 de diciembre de 2007-28 de junio de 2017 renunció)
- p. Ariel Galido, M.S.C. (28 de junio de 2017-14 de enero de 2025 renunció)
- p. Tamati Alefosio Sefo, M.S.C., desde el 14 de enero de 2025